# بچه گرگ‌های دره سیب
بچه گرگ‌های درهٔ سیب نام فیلمی به کارگردانی فریدون نجفی و محصول ۱۳۹۸ است. این فیلم در سی و سومین جشنواره بین‌المللی فیلم‌های کودکان و نوجوان در بخش سینمای ایران به عنوان بهترین فیلم این رویداد هنری برگزیده شد و در مجموع پنج پروانه زرین را دریافت کرد.

## داستان
آشو پسر نوجوانی است که پدرش متهم به قتل و متواری است. او فکر می‌کند مادرش را نیز در کودکی از دست داده‌است. وی در یک سفر به حقایقی دست می‌یابد و همین موضوع داستانهای جدیدی را برایش رقم می‌زند.

## جوایز

### سی و سومین جشنواره بین‌المللی فیلمهای کودکان و نوجوانان
- برنده پروانه زرین و جایزه بهترین فیلم جشنواره
- برنده پروانه زرین و جایزه بهترین بازیگر
- برنده پروانه زرین و جایزه بهترین فیلمنامه
- برنده پروانه زرین و جایزه ویژه هیئت داوران بین‌الملل[۱۱]

## بازیگران
- علی اوسیوند
- سوگل طهماسبی
- سمیرا بالی پور
- امیررضا فرامرزی
- محمدرضا عالی‌ور
- غلامشاه قنبری
- سمیرا پرویزی
- حبیب تاجمیری
- مرجان خسروی
- آرش نیکبخت
- مهدی حسن‌زاده
- مسیح نجفی
- آیسا رحیمی
- زهرا طاهری
- مرتضی رحیمی
- یوسف مهری بابادی